# American Journal of Neurology and Psychiatry
American Journal of Neurology and Psychiatry – czasopismo medyczne założone w 1882 roku. Redaktorami pisma byli Edward Charles Spitzka, T.A. McBride i L.C. Gray, aktywni członkowie New York Neurological Society. Przedstawiało zagadnienia neurologii w kontekście medycyny ogólnej.